# ماركوس نيلسون (كرة الطائرة)
ماركوس نيلسون (مواليد 7 أكتوبر 1982) هو لاعب كرة طائرة سويدي، ولاعب سابق في منتخب السويد للكرة الطائرة للرجال. فاز بدوري أبطال أوروبا للكرة الطائرة 2013 وتم اختياره كأفضل لاعب وأفضل هداف في البطولة.

## الأندية
| النادي                   | الفترة    |
| ------------------------ | --------- |
| هيلته في بي كيه          | 2001–2002 |
| جيويا لكرة الطائرة       | 2002–2003 |
| بانيلينيوس أثينا         | 2003–2005 |
| باريس للكرة الطائرة      | 2005–2006 |
| إيراكليس سالونيك         | 2006–2009 |
| دينامو يانتر كالينينغراد | 2009–2010 |
| بالافولو بليزانس         | 2010–2011 |
| فارت كيلسي               | 2011–2012 |
| لوكوموتيف نوفوسيبيرسك    | 2012–2013 |
| كوزباس كيميروفو          | 2013–2015 |
| زراعات بانكاسي أنقرة     | 2015–2017 |
| زينيت سانت بطرسبرغ       | 2017      |
| تيم باينابل              | 2017      |
| لوكوموتيف نوفوسيبيرسك    | 2018      |
| هيلته في بي كيه          | 2019–2020 |
| بولونيا لندن             | 2020–2024 |

## الإنجازات

### الأندية
- دوري أبطال أوروبا للكرة الطائرة
  - 2008–09 مع إيراكليس سالونيك
  - 2012–13[6] مع لوكوموتيف نوفوسيبيرسك
- البطولات المحلية
  - البطولة الفرنسية للكرة الطائرة 2005–2006 مع باريس للكرة الطائرة
  - البطولة اليونانية للكرة الطائرة 2006–07، 2007–08 مع إيراكليس سالونيك
  - كأس السوبر اليوناني للكرة الطائرة 2007–08، 2008–09 مع إيراكليس سالونيك

الجوائز الفودية
- أفضل لاعب في البطولة اليونانية للكرة الطائرة: 2007–08
- أفضل لاعب في دوري أبطال أوروبا للكرة الطائرة: 2012–13
- هداف دوري أبطال أوروبا للكرة الطائرة: 2012–13[6]
- أفضل مُرسل في البطولة التركية للكرة الطائرة: 2015–16
- أفضل ضارب خارجي في البطولة التركية للكرة الطائرة: 2015–16

## وصلات خارجية
- ماركوس نيلسون على موقع الاتحاد الأوروبي (الإنجليزية)
- ماركوس نيلسون على موقع Ligue Nationale de Volley (الفرنسية)
- ماركوس نيلسون على موقع دوري الدرجة الأولى الإيطالي للكرة الطائرة - رجال (الإيطالية)